# The Bird Is the Most Popular Finger
Singles de Shellac
Uranus
(1993) Billiardspielerlied / Mantel
(1995)
The Bird Is the Most Popular Finger est le troisième disque sorti par Shellac. Il s'agit d'un 45 tours deux titres sorti en 1994 sur le label Drag City, les précédents ayant été publiés par Touch and Go Records.  Le titre est une référence parodique à l'album The Pigeon Is the Most Popular Bird de Six Finger Satellite, et était à l'origine le titre d'un article sur Shellac paru dans le magazine Alternative Press après la sortie des singles précédents du groupe.
La première chanson, The Admiral, est une version instrumentale d'une chanson figurant sur l'album At Action Park, qui sortit plus tard la même année. XVI, la face B, est une version alternative de Pull the Cup, également sur At Action Park. Les deux chansons furent enregistrées dans la chambre du loft de Todd Trainer, batteur du groupe, ainsi qu'en atteste une image incluse avec le single. Ces conditions particulières confèrent un son caverneux et plus brut à l'enregistrement. Les notes du disque détaillent tous les instruments (incluant même leurs numéros de série) et le matériel d'enregistrement utilisés pour le disque.

## Pistes

### Face A
1. The Admiral

### Face B
1. XVI

## Personnel
- Steve Albini - guitare, chant, ingénieur du son
- Todd Trainer - batterie
- Bob Weston - guitare basse, ingénieur du son